# Blektjärnen (Lits socken, Jämtland)
Blektjärnen är en sjö i Östersunds kommun i Jämtland och ingår i Indalsälvens huvudavrinningsområde. Sjön har en area på 0,0913 kvadratkilometer och ligger 412 meter över havet. Sjön avvattnas av vattendraget Blekån.

## Delavrinningsområde
Blektjärnen ingår i det delavrinningsområde (702685-146851) som SMHI kallar för Ovan 702537-147449. Medelhöjden är 424 meter över havet och ytan är 24,11 kvadratkilometer. Det finns inga avrinningsområden uppströms utan avrinningsområdet är högsta punkten. Blekån som avvattnar avrinningsområdet har biflödesordning 3, vilket innebär att vattnet flödar genom totalt 3 vattendrag innan det når havet efter 182 kilometer. Avrinningsområdet består mestadels av skog (81 procent). Avrinningsområdet har 0,09 kvadratkilometer vattenytor vilket ger det en sjöprocent på 0,4 procent.